# Auchan Polska
Auchan Polska sp. z o.o. – przedsiębiorstwo z siedzibą w Piasecznie, należące do międzynarodowej grupy kapitałowej Elo.

## Działalność
Spółka jest właścicielem sieci sklepów Auchan, mającej (stan na maj 2022 r.) 102 sklepy zlokalizowane na terenie Polski.
W sklepach sieci handlowej Auchan oferowany jest szeroki asortyment produktów, przede wszystkim są to artykuły spożywcze – m.in. pieczywo, owoce, warzywa, produkty mięsne, nabiał, napoje, ale także produkty innych kategorii – np. środki higieny osobistej, chemii gospodarczej czy produkty dla zwierząt.

### Kontrowersje
W grudniu 2023 prezes Urzędu Ochrony Konkurencji i Konsumentów nałożył na Auchan Polska ponad 87 mln zł grzywny za działania na szkodę dostawców produktów rolno-spożywczych. Zgodnie z komunikatem spółka pobierała od swoich kontrahentów opłaty za transport produktów z magazynów centralnych do sklepów sieci.